# Alberts Šeibelis
Alberts Žanis Šeibelis (deutsch: Albert Johann Scheibel, * 14. Dezemberjul. / 27. Dezember 1906greg. in Sabile; † 12. April 1972 in Tucson) war ein lettischer Fußballspieler und Autor deutschbaltischer Herkunft. Šeibelis galt als einer der besten und technisch versiertesten Fußballspieler im Baltikum, in der Zeit der 1920er und 1930er Jahre.

## Karriere und Leben
Alberts Šeibelis wurde in der Kleinstadt Sabile im zum damaligen Russischen Kaiserreich gehörenden Gouvernement Kurland in die Familie des Baltendeutschen Malers und späteren Bauunternehmers Oto Šeibelis und seiner Frau Dora geboren. Er war verheiratet mit Leontīne (geb. Grigorovica, 1903–1965) und Vater von zwei Töchtern Valija (verheiratet Krotenberga, geb. 1926) und Biruta (geb. 1931).

Er begann in den Jahren vor dem Ersten Weltkrieg zunächst in Jugendmannschaften in Riga zu spielen, musste wegen des Krieges jedoch den Sport für eine Weile vergessen. Nach dem Krieg spielte er ab dem Jahr 1919 in seiner Heimatstadt beim JKS Sabile. 

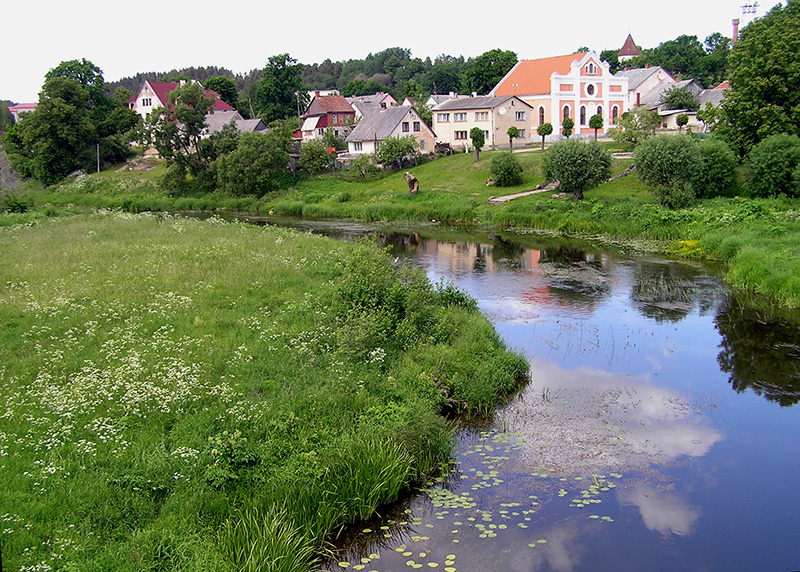
Blick auf seinen Geburtsort Sabile

Nach kurzer Zeit in den Reihen von SSS, einem Verein für Sportler des Arbeitersport- und Wachschutzvereins, begann die erste wirklich ernste Phase in Šeibelis Karriere, als er 1923 zum RFK Riga wechselte, der erst ein Jahr zuvor gegründet worden war. Mit RFK dominierte Šeibelis den lettischen Vereinsfußball und wurde bis 1930 viermal lettischer Meister (1924–1926, 1930). In seinen ersten Jahren seiner Karriere spielte Šeibelis meist als Stürmer, später wurde er vermehrt im zentralen Mittelfeld eingesetzt.
Im Trikot des RFK wurde er im Jahr 1925 lettischer Nationalspieler. Er gab sein Debüt für Lettland im Alter von 18-Jahren bei einer 1:3-Niederlage gegen Finnland in Helsinki im August 1925. In seinem zweiten Länderspiel ein Jahr später gelang ihm bei einem 4:1-Sieg gegen Schweden sein erstes Länderspieltor. 1928 war Šeibelis Mannschaftskapitän von Lettland, als erstmals der Baltic Cup gewonnen wurde. 1932 erneut als Kapitän und 1933 und 1936 folgten drei weitere Titel. Šeibelis wurde 1932 und 1936 zudem Torschützenkönig des Turniers. Sein letztes von insgesamt 54 Länderspielen, in denen er 14 Tore erzielte, absolvierte er im Mai 1939 bei einer 0:3-Niederlage in Bulgarien. Er war der erste lettische Fußballspieler, der die Marke von 50 Länderspielen in der Nationalmannschaft erreichte.
Nach erfolgreichen Jahren beim RFK trat er 1931 den SB Riga Vanderers bei und war dessen Kapitän. Der Titel des lettischen Meisters gelang ihm zwar nicht mit den Vanderers er wurde aber 1932 und 1934 Vizemeister in der Virslīga. Im Frühjahr 1934 wurde Šeibelis in einer Umfrage vor Ēriks Pētersons zum besten Fußballspieler Lettlands gewählt.
1935 wechselte der als Busfahrer arbeitende Šeibelis von den Vanderers in die Mannschaft des Amateurvereins Vilhelms Ķuze Riga, nachdem er einen Job als Lastwagenfahrer in der Süßwarenfabrik von Vilhelms Ķuze bekam. Er war nicht der einzige lettische Fußballnationalspieler, der plötzlich zugunsten eines Jobs in der Ķuze-Fabrik dorthin wechselte. Im selben Jahr stieg der Verein in die Virslīga auf. Nachdem der Verein in der Saison 1936 vierter in der ersten Liga wurde, löste sich der Verein in der laufenden Spielzeit 1937/38 auf. Šeibelis kehrte danach wieder zu den Vanderers zurück. Nach der sowjetischen Besetzung Lettlands 1940 spielte er 1941 kurzzeitig für Spartaks Riga und danach erneut bis 1943 bei den Vanderers. Er war 1939 Autor des Buches „Futbols. Teorija, taktika, tehnika“ (deutsch: Fußball. Theorie, Taktik, Technik) das als erstes Originalwerk der lettischen Fußballliteratur gilt, in dem er seine eigenen Erfahrungen auf dem Fußballplatz zusammenfasste, sowie verschiedene Erkenntnisse rund um die Fußballtaktik schilderte.
Während des Zweiten Weltkriegs kam er im November 1944 zunächst ins Exil nach Berlin im Deutschen Reich. Nach dem Krieg spielte er Fußball in der Amerikanischen Besatzungszone im Valka-Lager in Nürnberg-Langwasser. Im hohen Alter vertrat er 1948 den lokalen deutschen Fußballverein ASN Pfeil Phönix.
Nachdem er 1949 in die Vereinigten Staaten ausgewandert war, ließ er sich in Tucson, Arizona, nieder. Die ersten drei Jahre in Amerika arbeitete er in einem Krankenhaus, später als Automechaniker und Klempner. 1966 zog er von Tucson nach Minneapolis. Dort trainierte er die Black Hawks Minneapolis. Im Dezember 1971 kehrte er nach Tucson zurück und starb am 12. April 1972 im Alter von 65 Jahren infolge einer Zerebralparese. Er ist auf dem Evergreen Cemetery in Tucson begraben.
2001 wurde der Verein FK Alberts aus Riga nach ihm benannt, aus dessen Strukturen 2008 die Fußballakademie JDFS Alberts entstand. Ein Fußballstadion (Alberta Šeibeļa stadionā) im Norden von Riga im Stadtteil Vecdaugava ist ebenfalls nach ihm benannt.

### Spielweise
Šeibelis war bekannt für sein technisch versiertes Fußballspiel und theatralische Tricks. Er galt zudem als ausgezeichneter Spezialist für Elfmeterschießen. Er zeichnete sich weiterhin durch die Fähigkeit aus, in den letzten Minuten des Spiels entscheidende Tore zu erzielen.

## Erfolge
mit dem RFK Riga:
- Lettischer Meister (4): 1924, 1925, 1926, 1930

mit Lettland:
- Baltic Cup (4): 1928, 1932, 1933, 1936